# Liste der Professoren der Päpstlichen Universität Gregoriana
- Robert Kardinal Bellarmin SJ (1542–1621), Professor für Kontroverstheologie, Jesuit
- Johann Christoph Raßler (1654–1723), Jesuit, Professor für Moraltheologie, Dogmatik, später auch Philosophie und Theologie an der Universität Ingolstadt und der Universität Dillingen, Rektor der Universität Dillingen von 1714 bis 1716, Studienpräfekt am Collegium Romanum ab 1716
- Josef Kleutgen, (* 9. September 1811 in Dortmund; † 13. Januar 1883 in St. Anton bei Kaltern, Südtirol), Jesuit, Mitautor des Unfehlbarkeitsdogmas
- Leopold Fonck (1865–1930), Professor für neutestamentliche Exegese
- Maurice de la Taille (1872–1933), Professor für Theologie
- Johannes Rabeneck (1874–1960), Professor für Biblische Theologie
- Franz Hürth (1880–1963), Professor für Moraltheologie und in dieser Eigenschaft enger Berater Papst Pius XII.
- Sebastian Tromp (1889–1975), Professor der Traktate über die Schriftinspiration und die Offenbarung
- Bernard Lonergan (1904–1984), kanadischer jesuitischer Theologe und Religionsphilosoph
- Friedrich Kempf (1908–2002), Professor für Paläographie und Urkundenlehre sowie für Kirchengeschichte des Mittelalters
- Roberto Busa SJ, 1913–2011, italienischer Geisteswissenschaftler und Linguist, Erfinder des Index Thomisticus
- Tomáš Kardinal Špidlík SJ (1919–2010), Professor für Patristik und ostkirchliche Spiritualität
- Xavier Tilliette (1921–2018), Professor für Philosophie und Philosophiehistorik
- Peter Gumpel (1923–2022), Professor für Theologie
- Peter Henrici (1928–2023), Professor für Philosophie
- Hermann Josef Vogt (1932–2015), Professor für Patrologie
- Pius Engelbert (1936–2024), Professor für Kirchengeschichte, Abt der Abtei Gerleve
- Winfried Schulz (1938–1995), Professor für Kirchenrecht
- Gianfranco Ghirlanda (* 1942), Professor für Kirchenrecht, Rektor der Gregoriana
- Luis Kardinal Ladaria (* 1944), Jesuit, Dogmatiker, seit 2017 Präfekt der Kongregation, ab 2022 des Dikasteriums für die Glaubenslehre
- Rino Fisichella (* 1951), Erzbischof Römische Kurie, Rektor 2001 bis 2004
- Núria Calduch-Benages MHSFN, Professorin für Biblische Theologie des Alten Testaments
- Paolo Martinelli, OFMCap, Professor für Fundamentaltheologie, Apostolischer Vikar für Südliches Arabien
- Karl Josef Kardinal Becker SJ (1928–2015), Professor für Dogmatik und Dogmengeschichte
- Frederick Copleston SJ (1907–1994), Philosoph
- Felix Körner SJ (* 1963), systematischer Theologe, Islamwissenschaftler
- Felix Thome (* 1966), Professor für Kirchengeschichte